# Werre-Park
Der Werre-Park ist ein Einkaufszentrum in der ostwestfälischen Kurstadt Bad Oeynhausen im nordrhein-westfälischen Kreis Minden-Lübbecke. Es liegt am Südufer der namensgebenden Werre, etwa zwei Kilometer östlich vom Stadtzentrum in Richtung Weser. Grund für die Errichtung an dieser Stelle war die Verfügbarkeit eines ehemaligen Industriegeländes in verkehrsgünstiger Lage direkt an die Mindener Straße der B 61. Das Einkaufszentrum wurde am 1. April 1998 eröffnet.

## Geschichte
Der Werre-Park wurde auf dem Gelände der 1987 in Konkurs gegangenen Weserhütte errichtet und am 1. April 1998 eröffnet.
Bei der Eröffnung besaß ein Globus-SB-Warenhaus als Ankermieter zunächst die größte Verkaufsfläche. Diese wurde später mehrfach geteilt. Daneben unterhielt die Globus-Gruppe auch einen Alphatecc-Technikmarkt.

## Einkaufszentrum

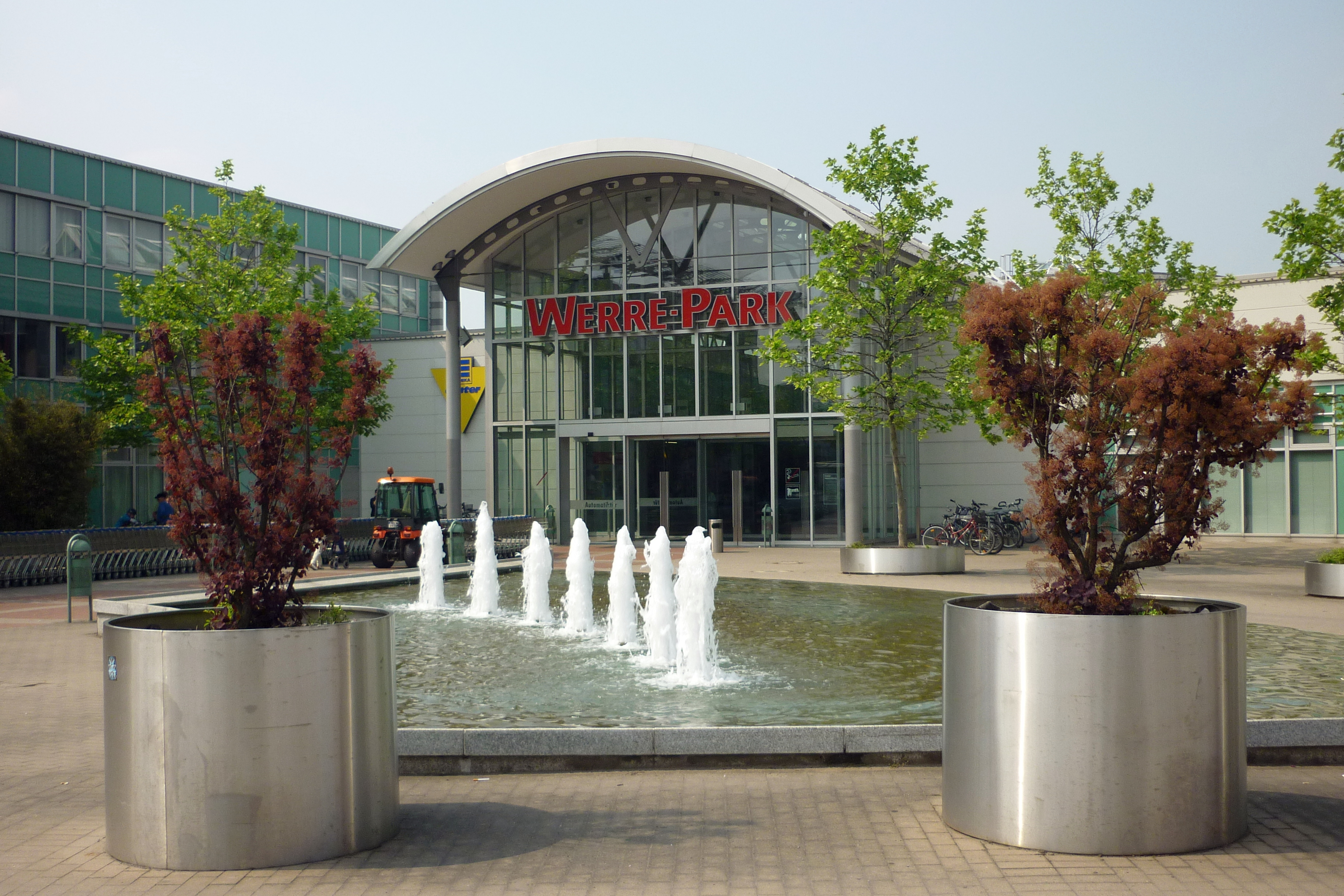
Haupteingang Werre-Park (2011)

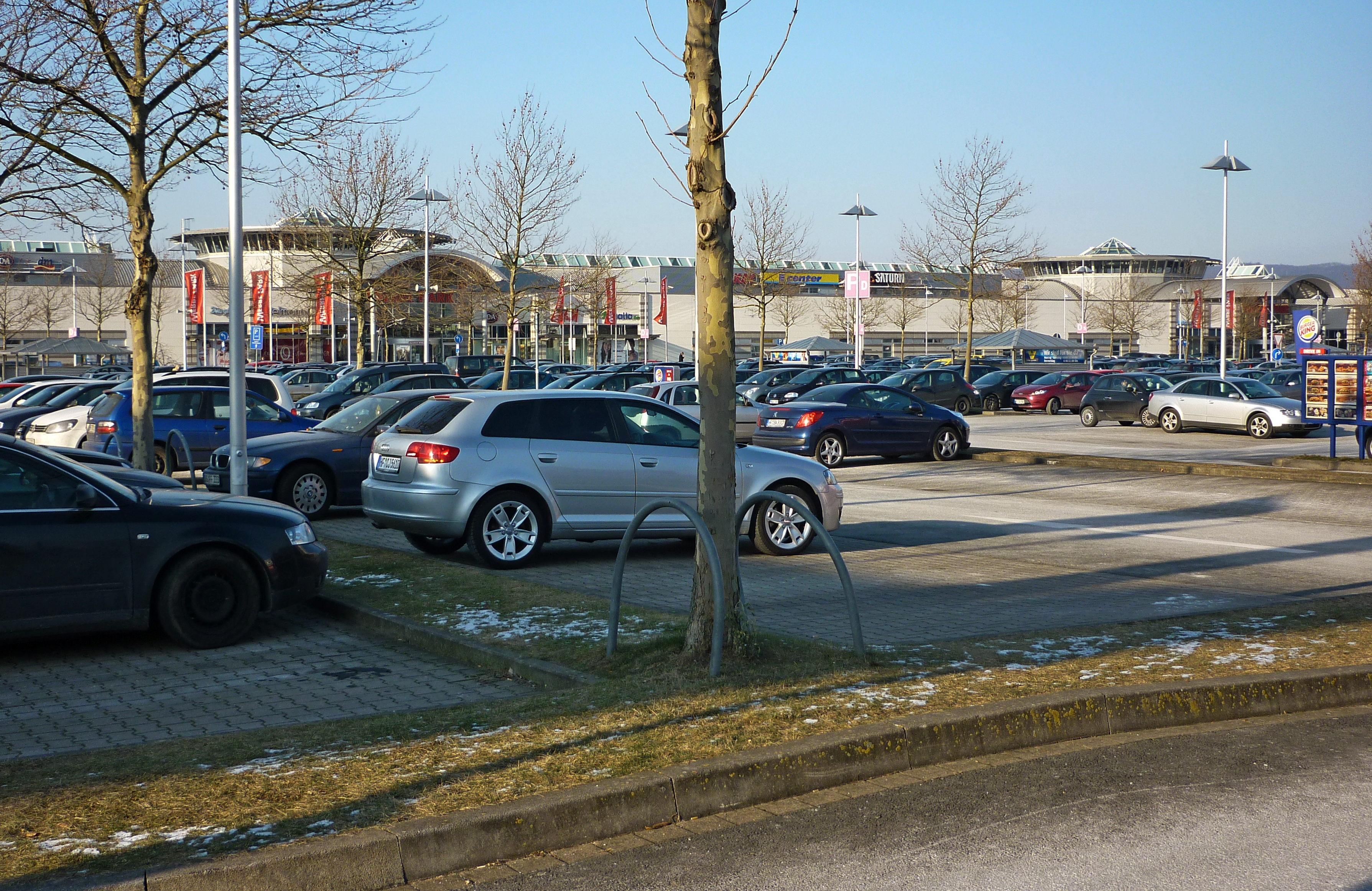
Einkaufszentrum Werre-Park, Parkplatz an der Mindener Straße

Projektentwickler des Einkaufszentrums ist die BAUWERT Investment Group. Die ECE Projektmanagement ist der Betreiber des Werre-Parks.
Die gesamte Mietfläche beträgt 52.000 Quadratmeter, dazu gehören u. a. Arztpraxen. Die Verkaufsfläche von 30.000 Quadratmetern ist ebenerdig angeordnet und umfasst heute ca. 80 Geschäfte, die an einer 360 Meter langen glasüberdachten Ladenpassage liegen. Derzeitige Ankermieter sind H & M, C & A, OBI, MediaMarkt (ehemals Saturn) und ein Edeka-Markt.
Zudem umfasst der Werre-Park die UCI-Kinowelt Bad Oeynhausen, zwei Casinos und die Diskothek Mondo.

## Verkehrsanbindung/-planung
Der Fernverkehr kann den Werre-Park über die Anschlussstelle Bad Oeynhausen-Ost (34) der A30 erreichen. Nach Fertigstellung der Nordumgehung Bad Oeynhausen ist der Rückbau der bisher vierspurig ausgebauten Mindener Straße geplant.
Das Center verfügt über 2300 kostenlose, auf vier Parkbereiche verteilte, nicht überdachte Außenparkplätze.
Der Werre-Park ist mit dem Stadtbus der Linien BO1, BO4, BO5 und BO7 ab ZOB Bad Oeynhausen zu erreichen. Die Fahrzeit beträgt ab dem ZOB etwa vier Minuten.